# Max Saalmüller
Max Saalmüller (Römhild, 26 november 1832 - Frankfurt-Bockenheim, 12 oktober 1890) was een Pruisische Luitenant-kolonel en entomoloog die zich had gespecialiseerd in vlinders.

## Levensloop
Na het volgen van de middelbare school in Meiningen, trad Saalmüller in 1851 toe tot het Pruisische leger als vaandrig en werd in 1853 eerste luitenant. Van 1861 tot 1862 woonde hij in Frankfurt am Main, in 1863 in Luxemburg en in 1864 in Saarlouis. Na de Oostenrijks-Pruisische Oorlog in 1866 ging hij naar Hannover en werd in 1866 gepromoveerd tot Kapitein. In 1870/71 nam hij deel aan de Frans-Duitse Oorlog en ontving het IJzeren Kruis en de Saksisch-Ernestijnse Huisorde. Na het einde van de oorlog werd hij overgeplaatst naar Straatsburg als afdelingscommandant, waar hij lezingen bijwoonde van Alexander Götte over zoölogie. In 1877 ging hij met pensioen als Luitenant-kolonel.
Daarna vestigde Saalmüller zich in Frankfurt-Bockenheim om zich te wijden aan de entomologie. De Senckenberg Gesellschaft für Naturforschung gaf hem hun vlindercollectie in bewaring nadat hij zich op 21 december 1877 weer als actief lid bij de vereniging had aangesloten. Nadat Carl Ebenau en Anton Stumpff eind 1879 een grote verzameling insecten meebrachten uit Madagaskar, wijdde Saalmüller zich intensief aan het bestuderen ervan. In 1884 verscheen, na enkele kleinere publicaties over dit onderwerp, het eerste deel over de vlinders van Madagaskar. Op 12 oktober 1890 overleed Max Saalmüller aan de gevolgen van longontsteking, waardoor hij het tweede deel over de vlinders van Madagaskar niet zelf kon afronden. Dit deel werd voltooid door Lucas von Heyden en gepubliceerd in 1891.

## Enkele publicaties
- Saalmüller, M. (1878). Mittheilungen über Madagaskar, seine Lepidopteren-Fauna Berichte der Senckenberg Naturforschen Gesellschaft zu Frankfurt am Main: 71-96.
- Saalmüller, M. (1879). Mittheilungen über Madagaskar, seine Lepidopteren-Fauna Berichte der Senckenberg Naturforschen Gesellschaft zu Frankfurt am Main: 122-126.
- Saalmüller, M. (1880). Neue Lepidopteren aus Madagascar, die sich in Museum der Senckenberg'schen naturforschenden Gesellschaft befinden Bericht über die Senckenbergische Naturforschende Gesellschaft zu Frankfurt am Main 1879-1880: 258-310
- Saalmüller, M. (1884). Lepidopteren von Madagascar. Erste Abtheilung. Rhopalocera, Heterocera: Sphinges et Bombyces Senckenbergische Naturforschende Gesellschaft in Frankfurt am Main: 1-246.
- Saalmüller, Max & Heyden, Lucas von (1891). Lepidopteren von Madagascar. Zweite Abtheilung. Heterocera: Noctuae, Geometrae, Microlepidoptera Senckenbergische Naturforschende Gesellschaft in Frankfurt am Main: 247-531.

- Stuttgart Database of Scientific Illustrators 1450–1950: 10365
- Gemeinsame Normdatei: 138084076
- International Standard Name Identifier: 0000 0000 5989 2032
- Nederlandse Thesaurus van Auteursnamen: 164356703
- Système universitaire de documentation: 243975325
- Virtual International Authority File: 88149943
- WorldCat: E39PBJmxYV8VXtWtRhDkDfQrMP